# براندون برنارد
كان براندون أنتوني ميكا برنارد (3 يوليو 1980-10 ديسمبر 2020) رجلًا أمريكيًا أدين بارتكاب سرقة واختطاف وقتل تود وستايسي باجلي عام 1999. وحُكم عليه بالإعدام في جرائم القتل، وظل ينتظر تنفيذ حكم الإعدام، حتى إعدامه في ديسمبر / كانون الأول 2020.
قضى برنارد معظم طفولته في كيلين ، تكساس. في سن المراهقة المبكرة، بدأ في ارتكاب جرائم مثل السطو وانضم إلى عصابة في حيه. أدت جرائمه وسلوكياته المتمردة إلى طرده من العديد من المدارس ومحاكمته في نظام العدالة الجنائية للأحداث. في عام 1999، قام برنارد وأربعة من شركائه المراهقين بسرقة وخطف وقتل اثنين من القساوسة الشباب - تود وستايسي باجلي. بعد إجبار القساوسة على الدخول في صندوق سيارتهم، أطلق أحد المتواطئين، كريستوفر أندريه فيالفا، النار على رأسهما قبل أن يشعل برنارد النار في السيارة. توفي تود على الفور من طلق ناري، ولكن سبب الوفاة Stacies متنازع عليه. أُعدم فيالفا في 24 سبتمبر / أيلول 2020، وأُعدم برنارد في 10 ديسمبر / كانون الأول 2020. تلقى المراهقون الثلاثة الباقون مجموعة من أحكام السجن المختلفة؛ لا يزال أحدهم مسجونًا.
أثار إعدام برنارد الجدل، وفي الوقت الذي أدى إلى إعدام برنارد، دعا سياسيون بارزون وشخصيات عامة وخمسة من المحلفين الباقين على قيد الحياة الذين أدانوه إلى تخفيف عقوبته. ورفضت المحكمة العليا للولايات المتحدة طلب اللحظة الأخيرة بوقف التنفيذ، وأُعدم برنارد بعد ساعات.

## طفولته وشبابه
ولد براندون أنتوني ميكا برنارد  في 3 يوليو 1980 لأبوين ممرضة عسكرية ثيلما لويز (جونسون) وكينيث ريتشموند برنارد في سان أنطونيو ، تكساس. كان لديه شقيقان أصغر منه. بسبب نقل والدته إلى ألاسكا، انتقلت العائلة لفترة وجيزة إلى فيربانكس، ألاسكا، من عام 1982 إلى نوفمبر 1984، ثم انتقلت إلى كيلين ، تكساس. قضى معظم طفولته في كيلين. عندما كان طفلاً، عانى برنارد من الربو. في عام 1986، التحق برنارد بالمدرسة في أكاديمية السبتيين. قضت الأسرة صيف عام 1987 في كولورادو لتلقي التدريب الطبي لوالدته. في سبتمبر 1992، اعتدى والد برنارد المخمور على والدته برش وجهها برذاذ حارق. انفصل الزوجان عام 1993.
في عام 1994، انضم ميلسيميون بولوك، ابن عم برنارد، إلى الأسرة. بدأ بولوك وبرنارد في السطو على المنازل في أوائل عام 1995. أدى سلوك برنارد الإجرامي والمتمرد إلى ارتداده بين أسر والديه ومدارس مختلفة متعددة وخمسة أشهر في مرفق احتجاز الأحداث في براونوود، تكساس، في عام 1995. أصبح برنارد عضوًا في عصابة الأحياء المنظمة المعروفة باسم "212 Piru Bloods". في عام 1996، حاول برنارد الحصول على عمل، لكنه فشل في ذلك. أكمل اختبار تطور التعليم GED في عام 1997، والتحق بالمدرسة العليا في Killeen High School للعام الدراسي 1997-1998. أثناء التحاقه بمدرسة كيلين الثانوية، حصل على درجات جيدة وحضور جيد. في صيف عام 1998، حاول برنارد الانضمام إلى جيش الولايات المتحدة، ولكن تم رفضه بسبب جرائمه مع الأحداث.

## مقتل تود وستايسي باجلي

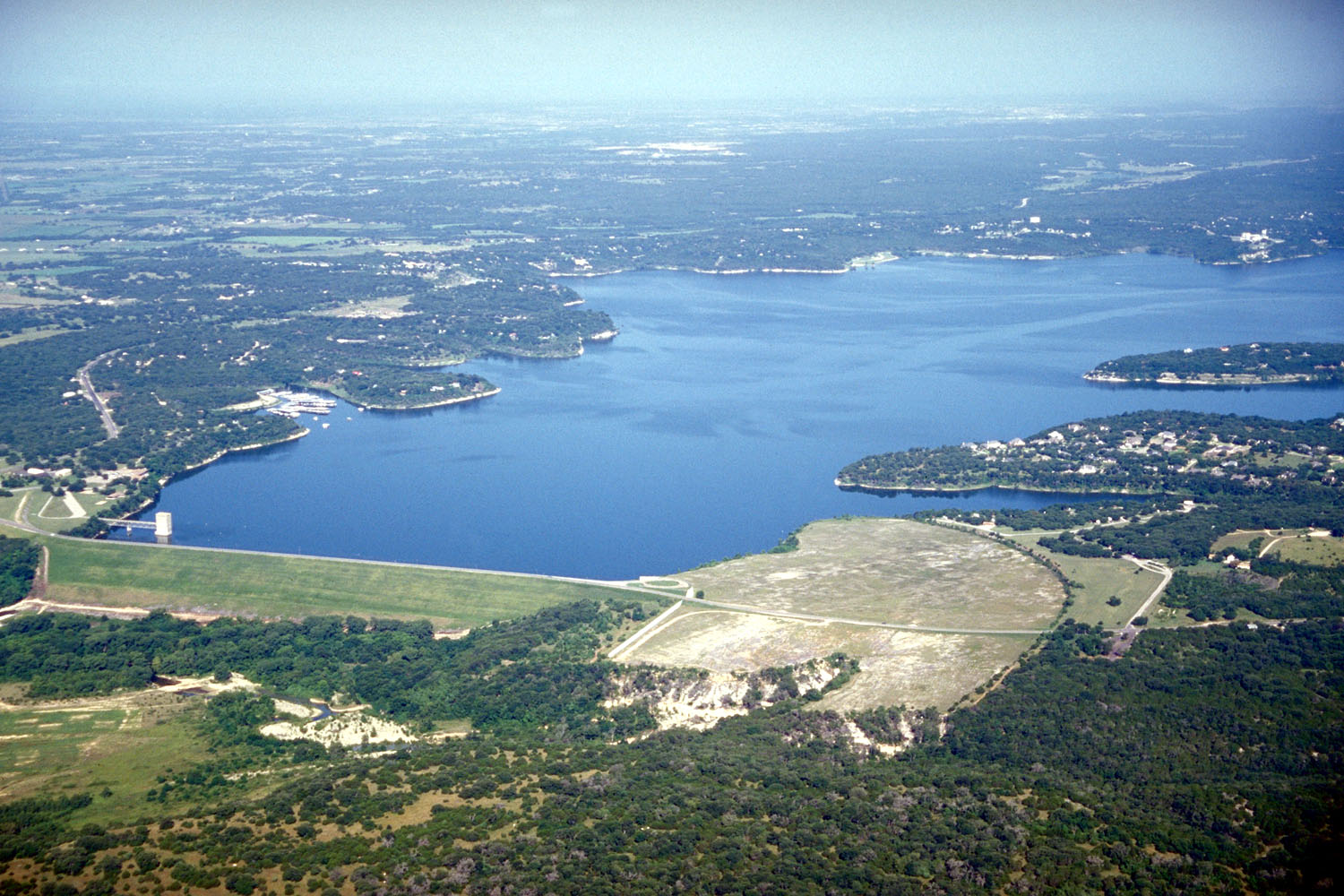
منطقة الاستجمام بحيرة بيلتون حيث وقعت جرائم القتل.

بعد ظهر يوم 21 يونيو 1999، اقترب براندون برنارد، 18 عامًا؛ كريستوفر فيالفا، 19 عامًا؛ تيري براون، 15 سنة؛ كريستوفر لويس، 15 سنة؛ وتوني سباركس، 16 عامًا، من تود وستايسي باجلي، وهما اثنين من القساوسة الشباب، وطلبوا منهم ركوب محطة وقود مع خطط لسرقتهم. بمجرد أن وافق باجلي على منحهم مطية، حمل فيالفا الزوجين تحت تهديد السلاح وأجبرهم على الدخول في صندوق السيارة. أثناء وجودهم في صندوق السيارة لعدة ساعات يتجولون، تحدث الباغلي من خلال فتحة في المقعد الخلفي وحثوا خاطفيهم على قبول يسوع في قلوبهم والحفاظ على حياتهم. ثم قام الجناة بسرقة باجلي باستخدام بطاقة الصراف الآلي الخاصة بهم لسحب النقود وسرقة الأموال وسرقة المجوهرات والسعي إلى رهن خاتم زواج ستاسي. بعد فترة وجيزة، انسحب المراهقون إلى جانب الطريق في منطقة استجمام بحيرة بيلتون  وسكبوا سوائل أخف داخل السيارة بينما غنى الباغليز «يسوع يحبنا». ثم أطلق فيالفا النار على كلا من باجلي في رأسه، مما أسفر عن مقتل تود على الفور. ثم أشعل برنارد النار في السيارة. السبب الدقيق لوفاة ستايسي متنازع عليه. زعم تشريح الجثة بالتعاون مع خبير حكومي في محاكمة برنارد أن ستايسي ماتت بسبب استنشاق الدخان نتيجة الحريق الذي بدأه برنارد. ومع ذلك، توصل الطبيب الشرعي المستقل الذي عينه الدفاع إلى استنتاج مفاده أن ستايسي «ماتت طبيًا» قبل أن يبدأ برنارد إطلاق النار من جرح رصاصة في الرأس.

### الإجراءات القانونية
عقدت محاكمة برنارد في عام 2000، بعد عام واحد من جرائم القتل. منذ وقوع الجرائم في فورت هود، عُقدت المحاكمة في محكمة فيدرالية، وليست محكمة تابعة للولاية. وأدين في تهمتين بالقتل وحكم عليه بالإعدام.
كما حُكم على فيالفا (من مواليد 10 مايو 1980) بالإعدام وتم إعدامه في 24 سبتمبر 2020. أقر كل من براون ولويس، اللذين شهدتا ضد برنارد وفيالفا أثناء المحاكمة، بالذنب بارتكاب جريمة قتل من الدرجة الثانية وحُكم على كل منهما بالسجن 188 شهرًا،  وتم إطلاق سراحهما منذ ذلك الحين من السجن. حُكم على سباركس في البداية بالسجن المؤبد دون عفو مشروط، ولكن تم تخفيض عقوبته إلى 420 شهرًا تليها خمس سنوات من الإفراج تحت الإشراف في مارس 2018، بعد أن أمضى 214 شهرًا بالفعل.

## التنفيذ والجدل

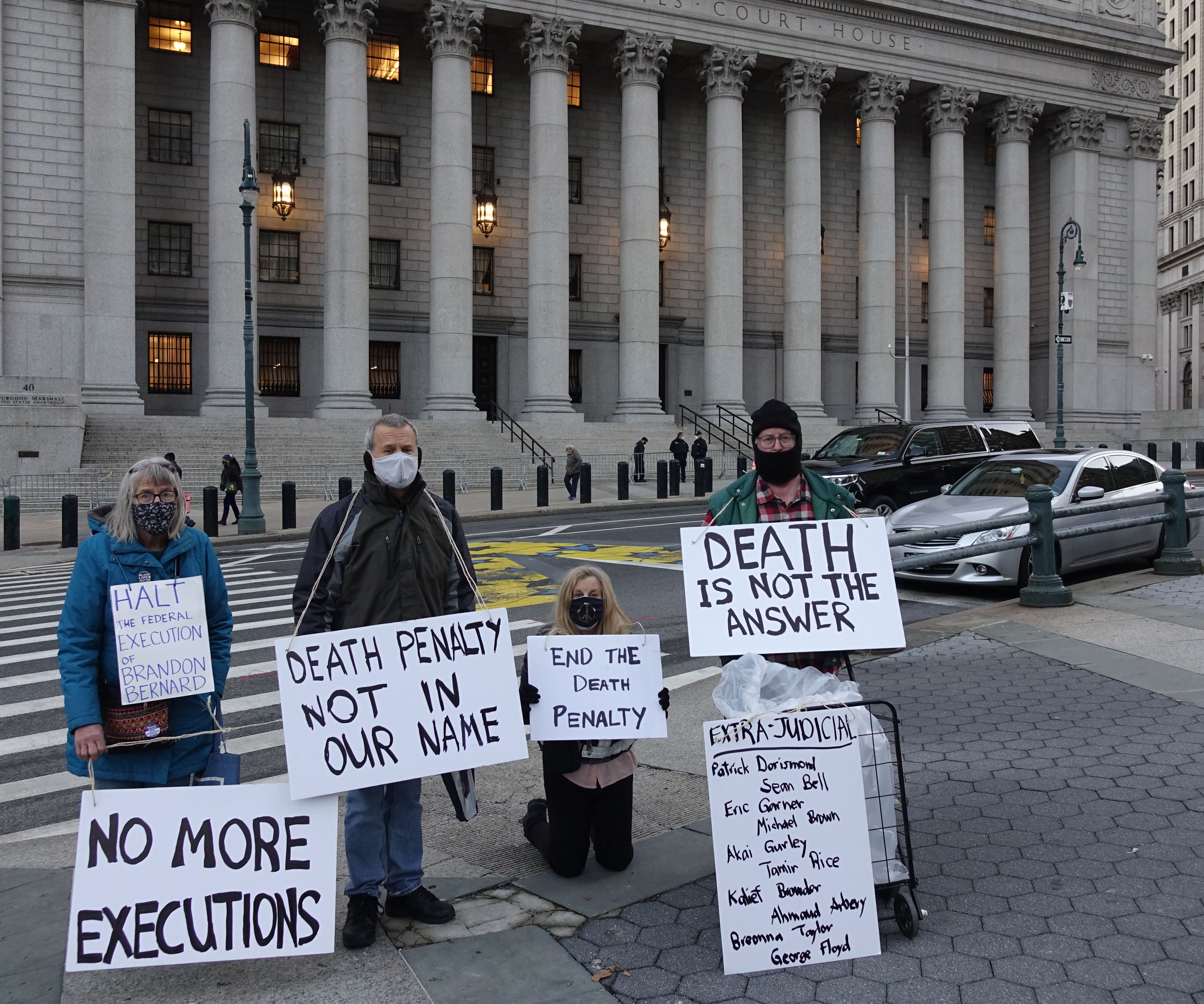
وقفة احتجاجية واحتجاجا على إعدام برنارد.

في الوقت الذي سبق إعدامه، ثار الجدل حول ما إذا كان ينبغي الحكم على برنارد بالإعدام وإعدامه، جزئيًا بسبب مكانة الرئيس دونالد ترامب كـ"بطة عرجاء".  قدم الفريق القانوني لبرنارد طعونًا على أساس أن المدعي العام قد حجب المعلومات التي تفيد بأنه كان عضوًا في عصابة منخفضة المستوى، مما يجعله أقل احتمالًا أن يكون مجرمًا في المستقبل. هذا الوحي، بالإضافة إلى المخاوف من أن محامي برنارد لم يدافعوا عنه بشكل كاف في المحاكمة، أقنع خمسة من المحلفين التسعة الأحياء الذين صوتوا لإدانة برنارد بالدعوة إلى تخفيف عقوبته إلى السجن المؤبد. المدعية الفيدرالية السابقة أنجيلا مور، التي جادلت في البداية لتأييد حكم الإعدام عند الاستئناف، ضغطت أيضًا من أجل تخفيف حكم برنارد إلى مدى الحياة. واستشهدت بدراسات جديدة أشارت إلى أن الشباب في سن 18 عامًا يفتقرون إلى قدرة الكبار على التحكم في دوافعهم، بالإضافة إلى الدراسات التي أظهرت أن المراهقين السود «يُحرمون بشكل منهجي من فوائد شبابهم». كما أشارت إلى سجل برنارد النموذجي في السجن؛ في غضون 20 عامًا، لم يتم الاستشهاد به مطلقًا بسبب انتهاك القواعد التأديبية. وطالب المحاميان آلان ديرشوفيتز وكين ستار، اللذان مثلان ترامب في الماضي، المحكمة العليا بتأجيل الإعدام لمدة أسبوعين، لكن الطلب رُفض ولم ينجحا إلا في إطالة الإجراءات لمدة ثلاث ساعات.
أُعدم برنارد بالحقنة المميتة في سجن الولايات المتحدة في تير هوت بولاية إنديانا. أثناء التحضير للإعدام، تحدث برنارد عن كلماته الأخيرة، حيث اعتذر للزوجين اللذين تورط في قتلهما، مضيفًا أن الكلمات التي قالها كانت «الكلمات الوحيدة التي يمكنني قولها والتي تعكس تمامًا ما أشعر به الآن وكيف شعرت ذلك اليوم.» كانت المادة الكيميائية المستخدمة أثناء الحقن المميت هي بنتوباربيتال. أعلن وفاته في 9:27 مساء بتوقيت الساحل الشرقي في 10 ديسمبر 2020.